# The Sixth Commandment
The Sixth Commandment é uma série de televisão britânica de drama policial em quatro episódios, escrita por Sarah Phelps e dirigida por Saul Dibb. Baseada nas mortes de Peter Farquhar e Ann Moore-Martin, é estrelada por Timothy Spall, Anne Reid, Sheila Hancock, Éanna Hardwicke, Annabel Scholey e Ben Bailey Smith.
Produzida pela Wild Mercury Productions e True Vision Productions, a série começou a ser exibida na BBC One em 17 de julho de 2023.
Em março de 2024, a série recebeu uma indicação e ganhou na categoria de Melhor Drama Limitado no British Academy Television Awards de 2024. Reid e Spall foram indicados e ganharam na categoria de atuação, enquanto Hardwicke recebeu uma indicação de ator coadjuvante.

## Sinopse
A história investiga a manipulação narcisista que levou ao assassinato de Peter Farquhar e à morte de sua vizinha Ann Moore-Martin na vila de Maids Moreton, Buckinghamshire, nos anos de 2015 e 2017, respectivamente. Aborda também as repercussões desses eventos, incluindo a investigação policial e o julgamento criminal de Ben Field e Martyn Smith em 2019.

## Elenco
- Timothy Spall como Peter Farquhar
- Anne Reid como Ann Moore-Martin
- Éanna Hardwicke como Ben Field
- Annabel Scholey como Ann-Marie Blake
- Sheila Hancock como Elizabeth Zettl
- Ben Bailey Smith como Simon Blake
- Conor MacNeill como Martyn Smith
- Adrian Rawlins como Ian Farquhar
- Amanda Root como Sue Farquhar
- Jonathan Aris como DCI Mark Glover
- Rick Warden ascomo Oliver Saxby
- Peter Sullivan como David Jeremy
- Anna Crilly como DS Natalie Golding

## Produção
As gravações ocorreram em Bristol e Bath, Somerset, a partir de julho de 2022. As filmagens duraram três meses em Hardwicke. Em junho de 2022, Timothy Spall, Anne Reid, Éanna Hardwicke, Annabel Scholey e Sheila Hancock foram anunciados como o elenco principal.

## Recepção
Lucy Mangan do The Guardian concedeu ao primeiro episódio cinco de cinco estrelas, elogiando o roteiro, direção e as atuações. Ed Power do The Daily Telegraph deu quatro de cinco estrelas, também elogiando as performances e dizendo que o drama "nunca esquece que as vítimas de Field eram reais e sofreram horrivelmente". [13] Em uma análise mais crítica, Nick Hilton do The Independent deu duas de cinco estrelas.